# پیتر باچی
پیتر باچی (به مجاری: Péter Bácsi) کشتی‌گیر مجارستانی در رشتهٔ کشتی فرنگی است. او در دستهٔ ۸۰ و ۸۲ کیلوگرم قهرمان مسابقات قهرمانی کشتی جهان در سال‌های ۲۰۱۴ و ۲۰۱۸، و نیز قهرمان دو دورهٔ مسابقات قهرمانی کشتی اروپا است.
باچی در مسابقات دستهٔ ۷۵ ک‌گ المپیک ۲۰۱۶ ریو حضور داشت که با غلبه بر کارلوس مونیوز کلمبیایی، دانیل الکساندروف بلغارستانی و الوین مورسالیف آذربایجانی به مرحله نیمه‌نهایی راه پیدا کرد اما در این مرحله مقابل مارک مادسن دانمارکی شکست خورد و به دیدار رده‌بندی رفت. او در این مرحله نیز مقابل سعید عبدولی از ایران بازی را واگذار کرد و به مقام پنجم رسید.

## مسابقات قهرمانی کشتی جهان ۲۰۱۸
باچی در وزن ۸۲ کیلو مسابقات قهرمانی کشتی جهان ۲۰۱۸ بوداپست حاضر بود که پس از غلبه بر مایکل واگنر از اتریش، ویکتور ساسونوسکی از بلاروس، ماخات یرژیپوف از قزاقستان و اتابیک عزیزوف از قرقیزستان به فینال رسید. وی در فینال امراه کوش از ترکیه را شکست داد و مدال طلا وزن ۸۲ کیلوگرم را بدست آورد.